# Казнаков, Николай Николаевич
Никола́й Никола́евич Казнако́в (12 января 1856—15 апреля 1929, Канны) — генерал от кавалерии Русской императорской армии, герой Русско-турецкой войны 1877—1878 гг. и Первой Мировой войны, кавалер Георгиевского оружия.

## Ранние годы
Происходил из дворян Тверской губернии Казнаковых. Родился 12 (24) января 1856 года. Сын генерала от инфантерии, члена Государственного совета Николая Геннадьевича Казнакова и его жены Елизаветы Сергеевны (1828—1906). Крещён 9 февраля 1856 года в Придворном соборе в Зимнем дворце при восприемстве императрицы Марии Александровны и великого князя Николая Александровича.

## Военная служба
Воспитывался в Пажеском корпусе, по окончании которого в 1874 году был выпущен корнетом в Кавалергардский полк; с 1877 года — поручик. В Русско-турецкую войну был прикомандирован к Лейб-гвардии Гусарскому полку: за участие в сражении при Телише награждён орденом Св. Анны 4-й степени; затем был ординарцем при И. В. Гурко и вновь был отмечен орденами.
С 11 мая 1880 по 11 июля 1881 года был бригадным адъютантом; в 1883—1884 годах — заведующий учебной командой; в период со 2 ноября 1887 года — по 13 мая 1889 года был заведующим школой солдатских детей.
В 1889 году получил чин ротмистра гвардии, согласно истории Кавалергардского полка принимал непосредственное участие в коронации Николая II, с 1894 года — полковник, помощник командира полка по строевой части. Участвовал в скачках и выигрывал призы.
26 апреля 1899 года был назначен командиром 39-го драгунского Нарвского полка. В этой должности прославился — вслед за своими предшественниками (в частности, полковником Штемпелем), — соблюдением классических традиций гусарства. Так, офицерам полка до получения чина ротмистра категорически воспрещалось жениться. Антон Иванович Деникин по этому случаю вспоминал:
Я знаю часть (Нарвские гусары), в которой за время долголетнего командования полковников барона Штемпеля и Казнакова офицерам до чина ротмистра вовсе не разрешалось жениться. А кто не оставлял своего намерения, должен был уходить из полка….
15 апреля 1905 года произведен в генерал-майоры с назначением командиром 2-й бригады 5-й кавалерийской дивизии, 28 августа 1907 года назначен командиром 1-й бригады той же дивизии. Лодзинский генерал-губернатор.
4 февраля 1910 года был переведён в распоряжение главнокомандующего войсками гвардии и Петербургского военного округа великого князя Николая Николаевича. В том же году, 23 декабря, произведен в генерал-лейтенанты и назначен начальником 1-й гвардейской кавалерийской дивизии.
С сентября 1914 года — начальник сводного конного отряда в составе 1-й Гвардейской кавалерийской дивизии, 5-й кавалерийской дивизии и Уссурийской отдельной конной бригады. В феврале 1915 года был награждён Георгиевским оружием за бои, прошедшие в октябре 1914 года. В августе—сентябре 1915 года отряд Казнакова участвовал в боях на двинском направлении и Виленской операции.
30 марта 1916 года назначен командиром 12-го армейского корпуса, а 15 января 1917 года произведен в генералы от кавалерии. Спустя три месяца, 10 апреля, во время чистки высшего комсостава был заменён В. А. Черемисовым и зачислен в резерв чинов при штабе Киевского военного округа.

## В отставке
После отставки уехал в семейное имение Ладьино, в котором в 1900-е годы сестрой Николая Николаевича Варварой Николаевной Казнаковой была организована школа для крестьянских детей. В 1903 году на средства Николая Николаевича в Ладьино была открыта земская библиотека, ее фонд составлял 1136 книг. В 1917 году Казнаковых выселили из их дома, но Николай Николаевич и Варвара Николаевна Казнаковы работали в школе до 1922 года, а затем уехали в Петроград. В 1922 году вместе с братом Сергеем был арестован и заключён в Бутырскую тюрьму. После освобождения — выслан из страны, жил во Франции. Умер в Каннах 15 апреля 1929 года. Похоронен на кладбище Трабуке.

## Награды
- орден Св. Анны 4-й ст. (1878);
- орден Св. Станислава 3-й ст. с мечами и бантом (1878);
- орден Св. Анны 3-й ст. с мечами и бантом (1879);
- орден Св. Станислава 2-й ст. (1884);
- орден Св. Анны 2-й ст. (1890);
- орден Св. Владимира 4-й ст. (1895);
- орден Св. Владимира 3-й ст. (1900);
- орден Св. Станислава 1-й ст. (1907);
- орден Св. Владимира 2-й ст. (1913);
- орден Белого Орла с мечами (ВП 16.11.1914);
- мечи к ордену Св. Владимира 2-й ст. (ВП 16.11.1914);
- Георгиевское оружие (ВП 30.01.1915).

## Семья
С 21 сентября 1892 года был женат Варваре Икскуль фон Гильденбанд (06.11.1874—18.12.1937, Париж), дочери дипломата барона Карла Петровича Икскуль фон Гильденбандт.
У них 18 июля 1894 года родился сын Николай. Н.Н.Казнаков-младший окончил Пажеский корпус, участвовал в Первой Мировой войне, был тяжело ранен, в результате почти ослеп. В 1924 году арестован и отправлен в Соловецкий лагерь, где душевно заболел и был помещен в отделение психически больных лагерной больницы. В 1926 году расстрелян.
В 1902 году первый брак был расторгнут, после развода Варвара Карловна вышла замуж за младшего брата Николая Николаевича — Александра Казнакова, полковника, натуралиста, спутника экспедиций П. К. Козлова. 
Николай Николаевич к 1912 году женат на Эмилии Леонардовне (Леопольдовне) (урожд. Кутлубицкая (возможно Билинская), в 1-м браке — Вонлярлярская) (1863—28.01.1929, Ментона), похоронена вместе с мужем.